# Ross Lee Finney
 (juillet 2025).
La mise en forme du texte ne suit pas les recommandations de Wikipédia : il faut le « wikifier ».
Les points d'amélioration suivants sont les cas les plus fréquents :
- Les titres sont pré-formatés par le logiciel. Ils ne sont ni en capitales, ni en gras.
- Le texte ne doit pas être écrit en capitales (les noms de famille non plus), ni en gras, ni en italique, ni en « petit »…
- Le gras n'est utilisé que pour surligner le titre de l'article dans l'introduction, une seule fois.
- L'italique est rarement utilisé : mots en langue étrangère, titres d'œuvres, noms de bateaux, etc.
- Les citations ne sont pas en italique mais en corps de texte normal. Elles sont entourées par des guillemets français : « et ».
- Les listes à puces sont à éviter, des paragraphes rédigés étant largement préférés. Les tableaux sont à réserver à la présentation de données structurées (résultats, etc.).
- Les appels de note de bas de page (petits chiffres en exposant, introduits par l'outil «  Source ») sont à placer entre la fin de phrase et le point final[comme ça].
- Les liens internes (vers d'autres articles de Wikipédia) sont à choisir avec parcimonie. Créez des liens vers des articles approfondissant le sujet. Les termes génériques sans rapport avec le sujet sont à éviter, ainsi que les répétitions de liens vers un même terme.
- Les liens externes sont à placer uniquement dans une section « Liens externes », à la fin de l'article. Ces liens sont à choisir avec parcimonie suivant les règles définies. Si un lien sert de source à l'article, son insertion dans le texte est à faire par les notes de bas de page.
- La présentation des références doit suivre les conventions bibliographiques. Il est recommandé d'utiliser les modèles {{Ouvrage}}, {{Chapitre}}, {{Article}}, {{Lien web}} et/ou {{Bibliographie}}. Le mode d'édition visuel peut mettre en forme automatiquement les références.
- Insérer une infobox (cadre d'informations à droite) n'est pas obligatoire pour parachever la mise en page.

Pour une aide détaillée, merci de consulter Aide:Wikification.
Si vous pensez que ces points ont été résolus, vous pouvez retirer ce bandeau et améliorer la mise en forme d'un autre article.
Pour les articles homonymes, voir Finney.
Ross Lee Finney, né le 23 décembre 1906 et décédé le 4 février 1997, est un compositeur américain qui a longtemps enseigné à l'université du Michigan.

## Biographie
Finney reçoit une première formation au Carleton College et à l'université du Minnesota. Il étudie également auprès de Nadia Boulanger, Edward Hill, Alban Berg (en 1931-2) et Roger Sessions (en 1935). En 1928 il passe une année à l'université Harvard puis rejoint la faculté du Smith College où il crée les archives du college et dirige l'orchestre de chambre de Northampton. En 1935, sa mise en musique de poèmes d'Archibald MacLeish remporte le Connecticut Valley Prize et en 1937, son premier quatuor à cordes est couronné d'un Pulitzer Scholarship Award. Une bourse Guggenheim finance un voyage en Europe en 1937. Pendant la Seconde Guerre mondiale, Finney sert à l'Office of Strategic Services et reçoit un Purple Heart et une Certificate of Merit Medal.
En 1948, bénéficiaire d'une seconde Bourse Guggenheim, Finney rejoint la faculté de l'université de Michigan où il crée le studio de musique électronique de l'université en 1965 et compose la musique pour la célébration du cent cinquantenaire de l'université du Michigan en 1967. Il prend sa retraite en 1974.
Des compositions de Finney sont créées pour la « Congregation of the Arts » au Hopkins Center du Dartmouth College en 1965, l'université du Kansas, l'université du Sud de la Californie et au festival de musique contemporaine de l'université du Michigan à Ann Arbor en 1966. Finney reçoit de nombreux honneurs dont celui de membre de l'Académie américaine des arts et des lettres, membre honoraire du Phi Beta Kappa et un doctorat honoraire du Carleton College. Sa « Deuxième symphonie » représente les États-Unis au Rostrum of International Composers au siège de l'UNESCO à Paris en 1963.
Il écrit huit quatuors à cordes, quatre symphonies ainsi que d'autres œuvres orchestrales, de musique de chambre et des chansons. Dans ses dernières années, Finney compose une série d'œuvres qui explorent la nature et l'expérience de la mémoire et qui combinent l'organisation sérielle ainsi que des citations de musique folklorique et populaire : Summer in Valley City (1969) pour orchestre d'harmonie, Two Acts for Three Players (1970) pour clarinette, piano et percussions, Landscapes Remembered (1971) pour orchestre de chambre, Spaces (1971) pour orchestre, Variations on a Memory (1975) pour orchestre de chambre et Skating Down the Sheyenne (1978) pour orchestre d'harmonie. Finney compose les musiques de danse Heyoka (1981) et The Joshua Tree (1984) pour Erick Hawkins (en) et en 1984 achève son premier opéra, Weep Torn Land, sur son propre livret.

## Liste de compositions (sélection)
- Concertos
  - Pour violon et orchestre (no 1, 1933, révisé en 1952 ; no 2, 1973)
  - Pour piano et orchestre (no 1, 1948; no 2 1968)
  - Pour percussions et orchestre (1965) (commandé par le Carleton College pour l'orchestre symphonique du Minnesota.)
  - Pour saxophone alto et orchestre à vents (1974)

- Pour orchestre
  - Spaces (1971)
  - Quatre symphonies (1 Communiqué 1943, 2[5] 3[6], 4[7])
  - Le Conte de l'aumônier des nonnes (pour voix solos, chœur et orchestre de chambre) (1965)(commandé par le Hopkins Center au Dartmouth College)

- Musique de chambre
  - Huit quatuors à cordes (le 7e en 1955)
  - Trois sonates pour violon (1934 en ut mineur)
  - Deux sonates pour violoncelle (no 1 1941 et no 2 en ut publié vers 1953)
  - Six sonates pour piano
  - Sonates pour alto (au moins deux, no 1 publié vers 1937, no 2 vers 1971)
  - Trio avec piano en mi mineur (vers 1930)
  - Quatuor avec piano (1948)
  - 2 quintettes avec piano (le second en 1961)
  - Three Studies in Fours, pour quatre percussionnistes, 48 instruments à percussion (1965) (commandé par le consul américain à Poznań)
  - Quintette pour cordes (publié en 1966)
  - Quatuor pour hautbois, violoncelle, percussion et piano (1979)

- Cycles de chansons
  - A Cycle of Songs to Poems by Archibald MacLeish
  - Chamber music, paroles de James Joyce
  - Poor Richard, paroles de Benjamin Franklin
  - Three 17th Century Lyrics, paroles de Henry Vaughan, William Shakespeare et John Milton
  - Three Love Songs, paroles de John Donne
  - Still are New Worlds, paroles de Johannes Kepler, William Harvey, Christopher Marlowe, John Donne, John Milton, Bernard Le Bouyer de Fontenelle, Henry More, Mark Akenside et Jean-Pierre Camus (1963) (commandé par la University Musical Society (en) pour le cinquantième anniversaire de l'ouverture du Hill Auditorium (en).

- Autres
  - Spherical Madrigals (1947)
  - Christmastime Sonata (milieu des années 1940)
  - Pilgrim Psalms (milieu des années 1940)
  - Organ Fantasies (5)
  - 24 Inventions (pour piano)
  - Variations sur un thème d'Alban Berg (pour piano) 1952)

## Sources
- University of Michigan Record Obituary
- « Ross Lee Finney's Papers Finding Aid » [PDF] (consulté le 22 février 2016) dans la Music Division de la The New York Public Library for the Performing Arts (avec un guide pour la correspondance avec Eugene Ormandy relativement aux premières des symphonies 2 et 3, etc.)
- Ross Lee Finney collection sound and video recordings, 1938-1986. dans les Rodgers and Hammerstein Archives of Recorded Sound de The New York Public Library for the Performing Arts.
- Allan Kozinn, « Ross Finney, 90, Composer Of the Modern and Lyrical », New York Times (7 février 1997)